# DBm
dBm – logarytmiczna jednostka miary mocy odniesiona do mocy 1 mW – stąd oznaczenie dBm.
Moc wyrażona w dBm informuje o ile decybeli moc ta jest większa (lub mniejsza) od mocy 1 mW:
{\displaystyle P\,[{\text{dBm}}]=10\log _{10}\left({\frac {P\,[{\text{mW}}]}{1\,{\text{mW}}}}\right),}
przy czym
{\displaystyle P\,[{\text{dBm}}]-30=P\,[{\text{dBW}}]}

## Przykład
Moc 100 mW przeliczona na jednostkę dBm wynosi:
{\displaystyle 10\log _{10}\left({\frac {100\,{\text{mW}}}{1\,{\text{mW}}}}\right)=10\log _{10}(100)=10\cdot 2=20\,{\text{dBm}}}

## Zależność mocy w mW i dBm
| Moc w dBm | Moc w mW |
| --------- | -------- |
| -10       | 0,1      |
| 0         | 1        |
| 10        | 10       |
| 11        | 13       |
| 12        | 16       |
| 13        | 20       |
| 14        | 25       |
| 15        | 32       |
| 16        | 40       |
| 17        | 50       |
| 18        | 63       |
| 19        | 79       |
| 20        | 100      |
| 24        | 250      |
| 27        | 500      |
| 30        | 1000     |